# ドイツ・スペイン条約 (1899年)

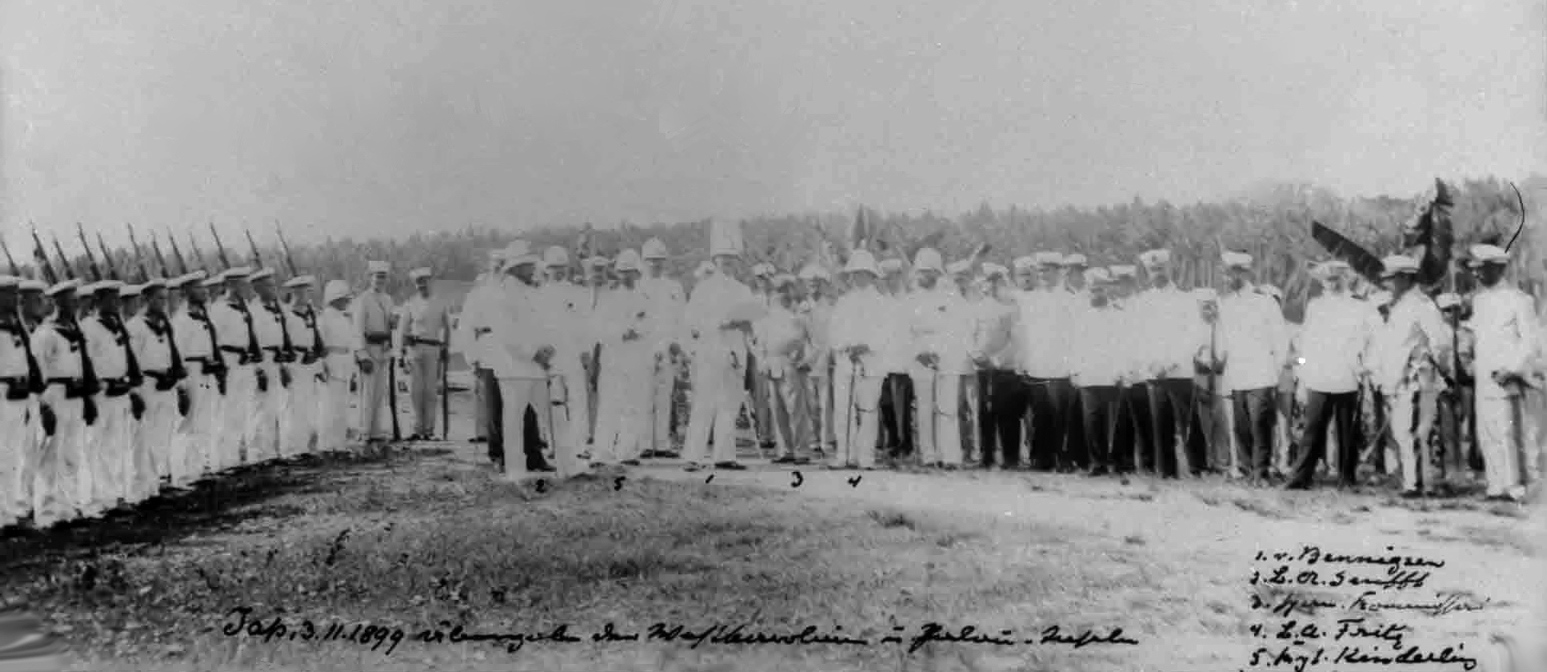
1899年11月3日、ヤップ島で行われた島々の明け渡しの式典

1899年のドイツ・スペイン条約(スペイン語: Tratado germano-español de 1899; ドイツ語: Deutsch-Spanischer Vertrag 1899)は、1899年にドイツ帝国とスペイン王国の間で調印された条約である。スペインはスペイン領東インドのうち米西戦争後のパリ条約で割譲したグアム島とフィリピンを除いた太平洋の島々を2500万ペセタでドイツに売却した。米西戦争でスペインは太平洋艦隊とスペイン領東インドの中心地であったマニラを失ったため、これらの領土を統治していくことが困難となった。元々この島々ではあまり生産力がなかったためこの島々を売却することにし、ドイツがこれに応じた。1899年2月12日に当時のスペイン外相であったアルモドバル・デル・リオ公爵とドイツ大使ヨーゼフ・フォン・ラドヴィッツが条約に調印し、同年6月30日にはフランシスコ・シルヴェラ首相が批准しながら正式に成立した。
これによってスペインはカロリン諸島、北マリアナ諸島をドイツに売却した。この地はドイツ領ニューギニアとなり、翌年までにドイツはパラオで採掘活動を行うようになる。
これらの島々でのドイツの統治は大日本帝国が第一次世界大戦でこの地を占領し、国際連盟の委託統治領となるまで続くこととなる。